# Laski Koszalińskie
Laski Koszalińskie is een plaats in het Poolse district  Koszaliński, woiwodschap West-Pommeren. De plaats maakt deel uit van de gemeente Biesiekierz en telt 260 inwoners.